# Самое опасное животное в мире (выставка)

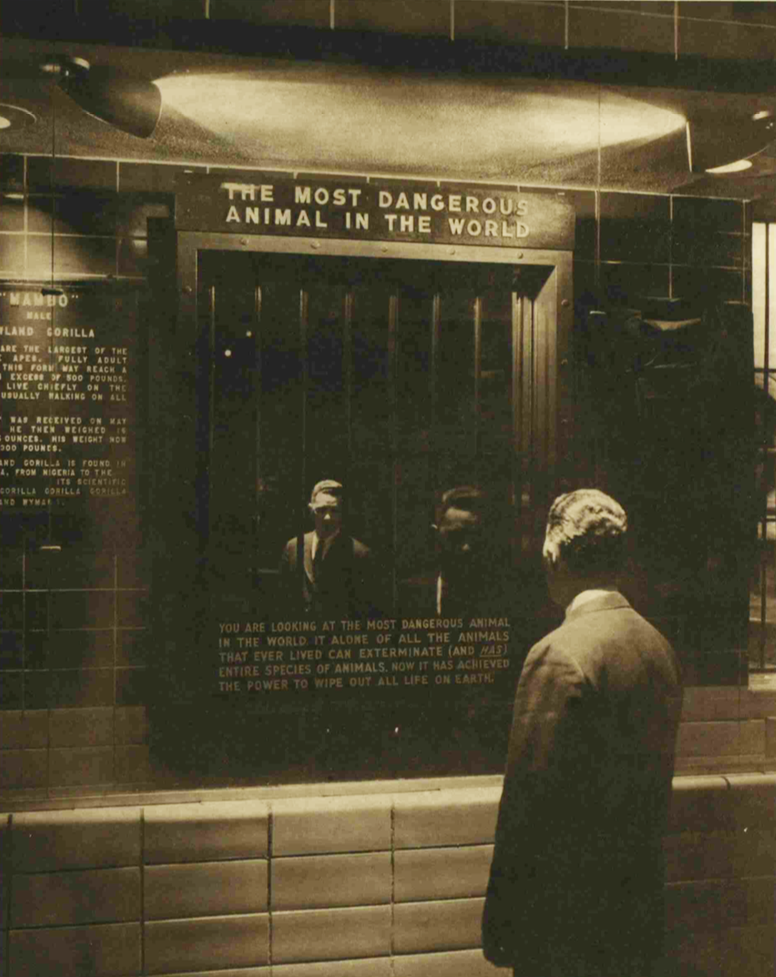
Выставка «Самое Опасное Животное в Мире» в зоопарке Бронкса (1963 г.)

Выставка «Самое опасное животное в мире» состоялась в 1963 году в зоопарке Бронкса, района Нью-Йорка. Было показано зеркало и текст, описывающий опасность, которую люди представляют для жизни на Земле. В 1968 году экспозиция состоялась повторно в Брукфилдском зоопарке в Чикаго.

## История
Выставка «Самое опасное животное в мире» дебютировала в зоопарке Бронкса 26 апреля 1963 года. Рассказ о выставке был подхвачен по всей территории Соединенных Штатов. В 1963 году о выставке также сообщалось в The Illustrated London News. Была также сопроводительная фотография, любезно предоставленная Нью-Йоркским зоологическим обществом. Выставка состоялась в павильоне «Дом больших человекообразных обезьян» (англ. Great Apes House).

## Экспонат
Слова «Самое опасное животное в мире» были напечатаны красным цветом на верхней части клетки. За решеткой клетки было зеркало. Выставка позволяла посетителям заглянуть в клетку и увидеть свое отражение, показывая их как «самых опасных». Сообщается, что выставка в зоопарке Бронкса продолжала проходить в 1981 году.
В 1963 году хранителя отдела млекопитающих в зоопарке Бронкса спросили о реакции посетителей на выставку. Он сказал: «Они понимают это так, как мы и рассчитываем. Это заставляет их остановиться и задуматься».
Оригинальный текст под экспонатом гласил:
Вы смотрите на самое опасное животное в мире. Только оно одно из всех когда-либо живших животных может истребить (и истребило) целые виды животных. Теперь у него есть сила уничтожить все живое на земле.
Позже текст был изменен на следующий:
Это животное, численность которого увеличивается на 190 000 каждые 24 часа, является единственным существом, которое когда-либо убивало целые виды других животных. Теперь у него есть сила уничтожить все живое на земле.

## Реакция
В 1963 году издание Corpus Christi Times назвало это «поразительной выставкой» и заявило, что она «заставляет посетителей остановиться на месте». The Illustrated London News сообщила, что то, что люди видели в зеркале, было «без сомнения, самым опасным животным в мире. И в этом простом, но эффективном заявлении есть большая доля правды». В 1989 году выставка была названа «путём вины» в «Утреннем звонке» из Аллентауна, штат Пенсильвания.

## Наследие
К 1968 году в зоопарке Брукфилда в Чикаго была аналогичная выставка, на которой было написано: «Самое опасное существо на земле — человек, который уничтожает себя и стал причиной исчезновения более 100 видов животных». Вариант выставки появляется в зоопарке, представленном в романе Яна Мартеля 2001 года «Жизнь Пи».